# Sikorsky SH-60 Seahawk
El Sikorsky SH-60/MH-60 Seahawk es un helicóptero naval polivalente con dos motores turboeje y multimisión desarrollado por la Sikorsky Aircraft Corporation para la Armada de Estados Unidos, basándose en la estructura del Sikorsky UH-60 Black Hawk.
La Armada de Estados Unidos usa la célula del H-60 bajo las designaciones de modelos SH-60B, SH-60F, HH-60H, MH-60R, y MH-60S. Con capacidad para ser desplegado a bordo de cualquier fragata, destructor, crucero, buque de apoyo rápido al combate, buque de asalto anfibio con capacidad aérea o portaaviones; el Seahawk puede encargarse de guerra antisubmarina (ASW), Guerra Submarina (USW; UnderSea Warfare), guerra antisuperficie (ASUW), inserción en Guerra Especial Naval (NSW; Naval Special Warfare), búsqueda y rescate (SAR), búsqueda y rescate de combate (CSAR), reaprovisionamiento vertical (VERTREP; vertical replenishment) y evacuación médica (MEDEVAC). Todos los H-60 de la Armada de Estados Unidos llevan un cabrestante de rescate Lucas Western o Breeze Eastern para misiones SAR o CSAR.

## Diseño y desarrollo

### Origen

#### Sistema LAMPS
Durante los años 1970, la Armada de los Estados Unidos comenzó a buscar un nuevo helicóptero para reemplazar al Kaman SH-2 Seasprite. El SH-2 Seasprite era usado por la Armada como plataforma para el equipo de aviónica para guerra marítima Light Airborne Multi-Purpose System (LAMPS) Mark I, con capacidad secundaria de realizar misiones de búsqueda y rescate. Los avances en la tecnología de aviónica y sensores llevaron a la evolución del equipo hacia la versión LAMPS Mk II, pero el SH-2 no era lo suficientemente grande como para portar este equipamiento requerido por la Armada.
El sistema LAMPS III (Light Airborne Multipurpose System) permitía la perfecta sincronización entre el helicóptero SH60B y el barco de escolta de la Flota. La característica principal es el enlace de datos en tiempo real, se intercambia información constantemente entre buque y helicóptero por lo que los sensores del helicóptero son una extensión y un complemento de las capacidades de combate del buque y su centro de Información y Combate.

#### Sikorsky UH-60
A mediados de los años 1970, el Ejército de los Estados Unidos estaba evaluando los helicópteros Sikorsky YUH-60 y Boeing-Vertol YUH-61 para su competición Utility Tactical Transport Aircraft System (UTTAS). Entonces la Armada decidió basar sus requerimientos para un nuevo helicóptero en la especificación UTTAS del Ejército para así reducir costes e intentar estandarizar equipo entre las dos ramas militares. Los fabricantes Sikorsky y Boeing-Vertol emitieron sus propuestas de versiones navales de sus helicópteros de la UTTAS en abril de 1977 para que fueran evaluadas. 
La Armada también consideró los helicópteros navales que estaban siendo producidos por las compañías Bell, Kaman, Westland y MBB, pero estos eran demasiado pequeños para la misión. 
A principios de 1978 la Armada seleccionó el diseño S-70B de Sikorsky, que fue designado SH-60B Seahawk.

### SH-60B Seahawk

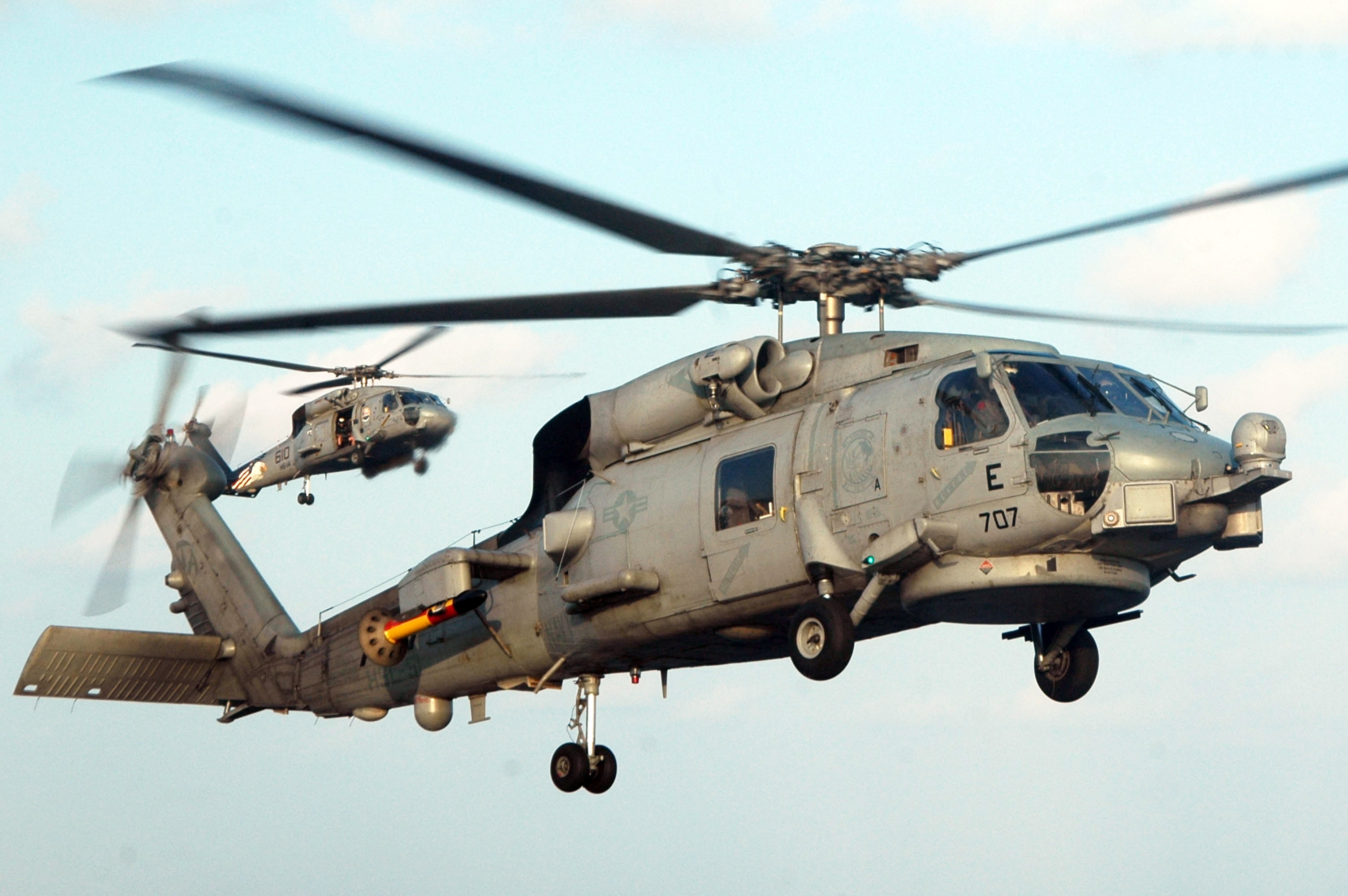
Dos SH-60B Seahawk.

El SH-60B tenía idéntica configuración que el UH-60 Black Hawk. Pero el SH-60 añadió modificaciones para cumplir sus misiones de lucha antisubmarina (ASW) y seguimiento y adquisición de blancos en superficie (ASST). Estos cambios incluían una distancia entre ejes más corta, modificación del tren de aterrizaje fijo de tipo triciclo, posibilidad de plegar las palas del rotor principal, mayor capacidad de combustible, freno del rotor principal, plegado del rotor de cola, dispositivo de seguridad y recuperación (RAST) para condiciones de mala mar, sistema de repostaje en vuelo, capacidad de flotación y compuerta deslizante de carga. El primer contrato de producción se autorizó en 1982.
El SH-60B LAMPS Mk III (siglas de Light Airborne Multi-Purpose System; "Sistema Multi-propósito Aerotransportado Ligero") desplegado principalmente a bordo de fragatas, destructores y cruceros, y, antes de la introducción del MH-60R Seahawk (modelo Romeo), era considerado el helicóptero de la Armada más avanzado. Fueron producidos cinco prototipos YSH-60B Seahawk durante su desarrollo. Los SH-60B Seahawk equiparon a 8 escuadrillas, 4 en la costa este y 4 en la oeste. Estas proporcionaban destacamentos a los cruceros Clase Ticonderoga, destructores Clase Spruance y fragatas Clase Oliver Hazard Perry.
Las principales misiones del modelo B (o Bravo) son la guerra de superficie y la guerra antisubmarina, que son realizadas mediante un complejo sistema de sensores llevados a bordo del helicóptero, incluyendo un Detector de Anomalías Magnéticas (MAD, Magnetic Anomaly Detector) remolcado y sonoboyas para lanzar desde el aire. Otros sensores incluyen el radar de búsqueda APS-124, el sistema de Medidas de Apoyo a la Guerra electrónica (ESM, Electronic warfare Support Measures) ALQ-142 y opcionalmente una torreta de sensores de observación por infrarrojos (FLIR, Forward Looking Infrarred). Puede cargar torpedos Mk-46, Mk-50 o Mk-54, misiles AGM-114 Hellfire, y una ametralladora M60D o GAU-16 montada en la puerta de cabina.
La tripulación estándar para el Bravo es un piloto, un copiloto y un operador de sistemas de aviación de guerra (operador de sensores).
Se modificaron algunos SH-60B para servir en el Golfo Pérsico en los años 80. Fueron dotados de equipos de autodefensa: contramedidas AN/ALQ-144 IR encima y debajo del fuselaje, lanzadores ALE-39 en el lado de babor del fuselaje y una ametralladora M-60 en la puerta derecha.

### SH-60F Oceanhawk
El SH-60F es la versión para portaaviones del Bravo, reemplazó al SH-3 Sea King como principal helicóptero de guerra antisubmarina (ASW) y búsqueda y rescate (SAR) de grupo de combate de portaaviones. Como su misión era proteger de ataques submarinos la zona interna entre el portaaviones y su escolta, esta versión prescindió de la mayor parte del equipo LAMPS-III, del lanzador de sonoboyas, del sistema RAST y del gancho de carga. El SH-60F poseía aviónica antisubmarina con un sonar sumergible que podía llegar casi a los 500 m. Portaba otros sistemas de armas y podía llevar torpedos acústicos buscadores Mk 50. Para localizar submarinos emplea el sonar sumergible AQS-13F, no tiene el detector MAD del Bravo, y solo puede llevar 14 sonoboyas, en lugar de las 25 que llevan los Bravo. Las entregas se iniciaron el 22 de junio de 1989.
El modelo F (o Foxtrot) carga torpedos Mk-46 y un grupo de ametralladoras montadas en la cabina para defensa, incluyendo la M60D, la M240 y la GAU-16. La tripulación estándar para el Foxtrot es un piloto, un copiloto, un Operador de Sensores Tácticos (TSO, Tactical Sensor Operator) y un Operador de Sensores Acústicos (ASO, Acoustic Sensor Operator). Los escuadrones Foxtrot son designados Helicóptero Antisubmarino (HS, Helicopter Antisubmarine), pero esos escuadrones cambiaron del SH-60F al MH-60M a comienzos de 2007, e iban a ser redesignados Helicóptero de Combate Marítimo (HSC, Helicopter Sea Combat).

### HH-60H "Rescue Hawk"

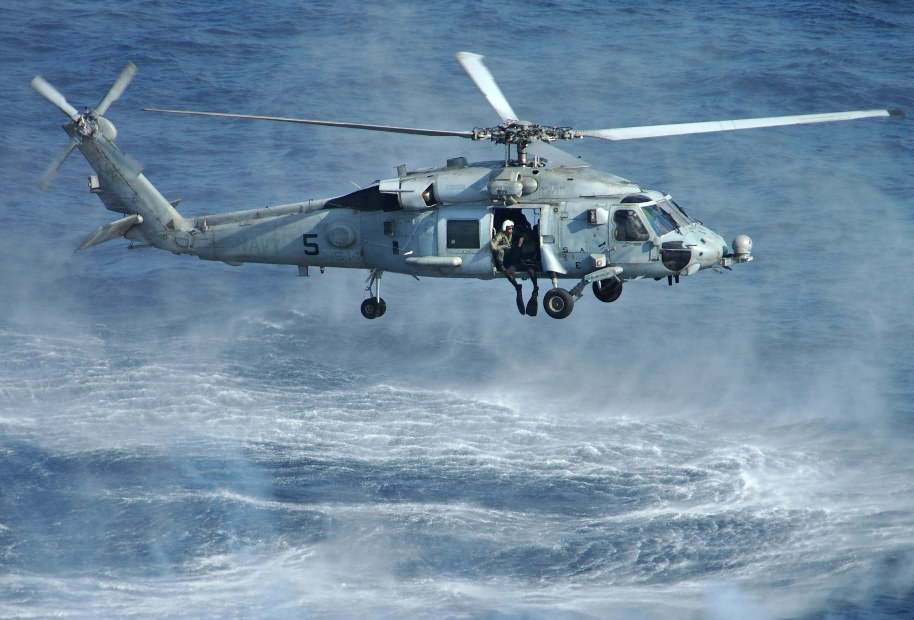
Un HH-60H de la Armada de Estados Unidos desplegado con dos buzos a bordo para realizar un ejercicio de desactivación de explosivos en el océano Pacífico, 2005.

El HH-60H es el principal helicóptero de CSAR, Guerra Especial Naval (NSW) y Guerra Antisuperficie (ASUW). Lleva una gran variedad de sensores ofensivos y defensivos que le hacen ser uno de los helicópteros con más probabilidad de supervivencia del mundo. Los sensores incluyen la torreta FLIR con designador láser y el equipo de vuelo de supervivencia (ASE, Aircraft Survival Equipment) incluye el Inhibidor de Infrarrojos ALQ-144, Detectores Láser AVR-2, Detectores de Radar APR-39(V)2, Detectores de Lanzamiento de Misiles AAR-47 y dispensadores de señuelos/bengalas. Adicionalmente, unas mejoras en la estructura de los deflectores del escape del motor le proporcionaron una reducción de emisión térmica infrarroja que reduce la amenaza de los misiles guiados por infrarrojos. El modelo H (u Hotel) puede transportar hasta 4 misiles AGM-114 Hellfire en una ala extendida usando el lanzador M-299 y una variedad de ametralladoras montadas en ventanas laterales que incluye la M60D, M240, GAU-16 y GAU-17/A. La tripulación estándar para el Hotel es un piloto, un copiloto y dos "artilleros de puerta" para las ametralladoras. Los modelos Hotel son operados en escuadrones Helicóptero Antisubmarino (HS, Helicopter Antisubmarine) con un distribución estándar de 4 Foxtrot y 3 Hotel.
La Armada estadounidense equipó con HH-60H a los escuadrones HSC-84 "Red Wolves" y HSC-85 "Firehawks", dedicados a apoyar a las unidades de operaciones especiales de la Armada (SEAL y SWCC). La capacidad de llevar armamento fue explotada al límite. Hasta que el HSC-84 fue disuelto en 2016, cada escuadrón operaba 14 HH-60H, organizados en 4 subunidades independientes y dos destacamentos de 2 helicópteros en alerta, que debían poder desplazarse a cualquier lugar del mundo en 72 horas. Actualmente, el escuadrón HSC-85 proporciona apoyo al Mando de Operaciones Especiales de Estados Unidos en todo el mundo.

### HH-60J Jayhawk
La Guardia Costera de los Estados Unidos encargó el HH-60J para realizar misiones de búsqueda y rescate y de protección medioambiental marina. El HH-60J está diseñado para operar con una tripulación de cuatro personas. Puede volar hasta 483 km de la costa, pudiendo izar a seis personas a bordo mientras permanece en el lugar de rescate hasta 45 minutos. Los helicópteros fueron modernizados, convirtiéndose en MH-60T.
Se basó en el diseño de los HH-60H, pero el HH-60J es más ligero y tiene motores más potentes. Al reemplazar al HH-3F Pelican, debía ser capaz también de volar misiones más de seis horas de duración del vuelo. Entró en servicio con la Guardia Costera en 1991. El HH-60J adoptó con el tiempo las misiones de seguridad nacional y la lucha contra las drogas. La modernización del HH-60J incluye mejores sensores y aviónica, blindaje y armamento.

### SH-60J Seahawk
Las Fuerzas Marítimas de Autodefensa japonesas (JMSDF) compraron su versión adaptada del SH-60B. Esta fue fabricada en Japón por Mitsubishi y designada SH-60J. El SH-60J posee una configuración y capacidades similares a las del SH-60B, pero la aviónica es en su mayor parte japonesa. El SH-60J no posee los dispositivos de sonoboyas del SH-60B, lleva el tubo lanzador en la panza, como el SH-60F. Se fabricaron dos prototipos para ser evaluados por las JMSDF, que encargó 101 unidades.
En 2001, Mitsubishi creó la versión actualizada SH-60J Kai (abreviatura de kaizen, modificado). Esta posee un interior más amplio en 33 cm por detrás de la carlinga y mayor altura para poder embarcar un nuevo equipo de aviónica que incluye transmisión de datos. Se adquirieron 50 unidades, todas ellas nuevas.

### MH-60S Knighthawk

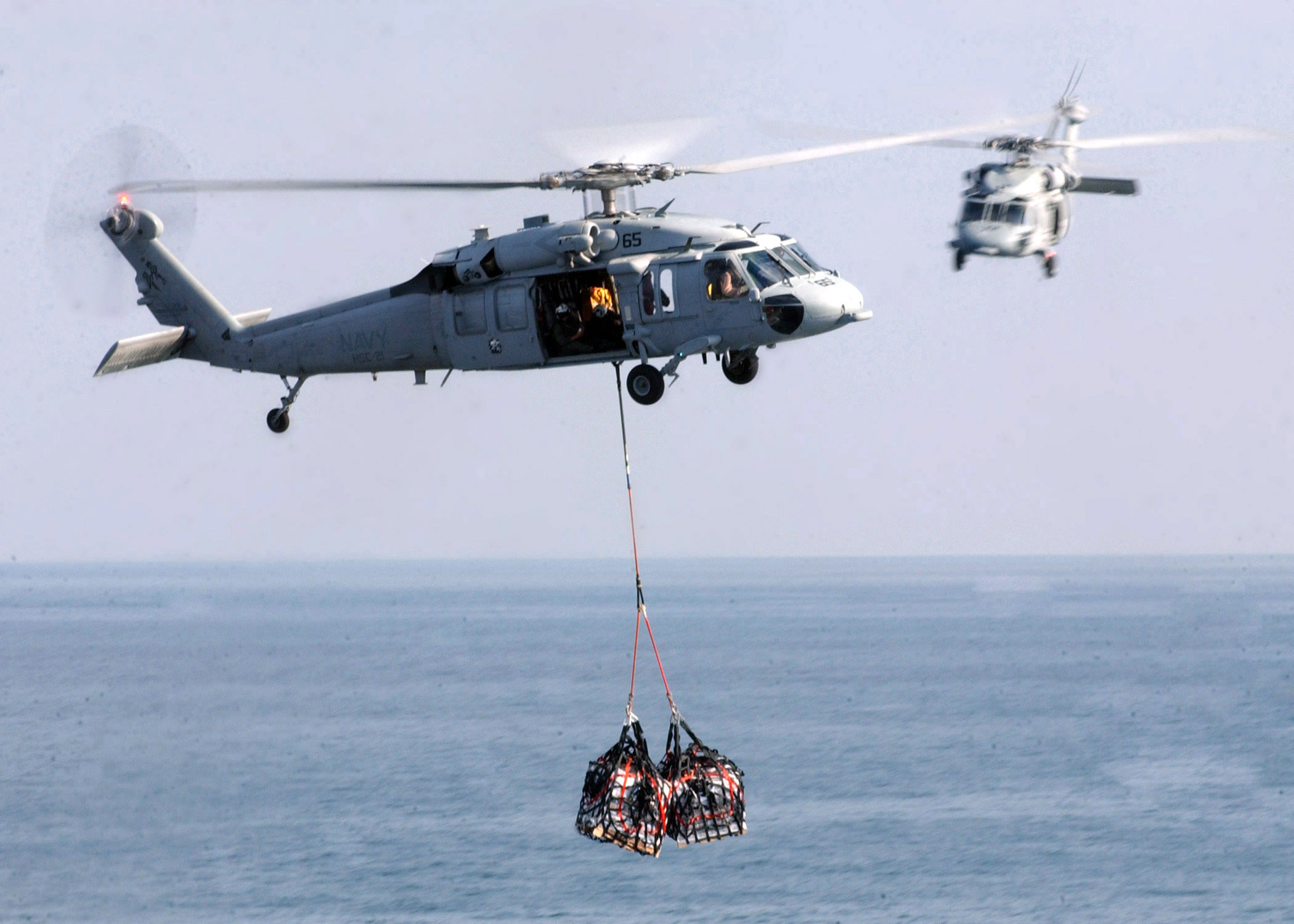
Un MH-60S Knighthawk realizando reaprovisionamiento vertical (VERTREP).

El MH-60S fue desarrollado después de que la Armada de Estados Unidos decidiera retirar el helicóptero CH-46 Sea Knight, también retirado por los Marines. Se buscaba lograr ahorrar costes al estandarizar el SH-60 en roles realizados por distintos helicópteros. El modelo S (o Sierra) es desplegado a bordo de buques de asalto anfibio y barcos de abastecimiento al combate rápido. Tiene dos misiones: transporte de personal y reaprovisionamiento vertical (VERTREP), pero también puede realizar misiones SAR. El Sierra no tiene sensores ofensivos, pero puede montar inhibidores para Dispositivos Infrarrojos ALQ-144 de guerra electrónica.
Los principales medios de defensa son la ametralladora M60D, la M240 o la GAU-17.
A diferencia de los HH-60 de la Armada, el MH-60S no está basado en la plataforma original del S-70B.

### MH-60R Seahawk

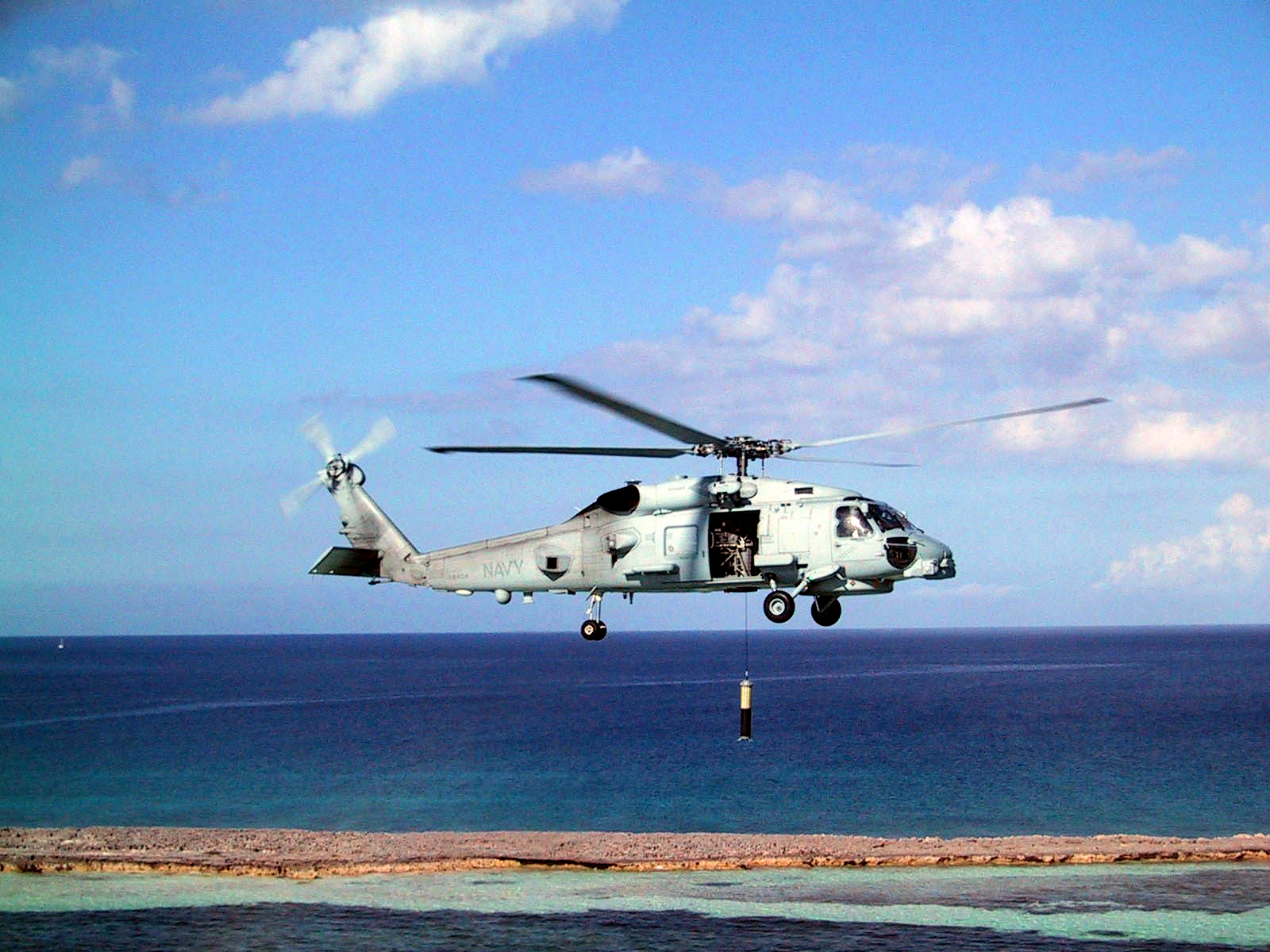
Un MH-60R realizando una operación con sonar.

El MH-60R reemplaza a los SH-60B y SH-60F, continuando el esfuerzo de estandarizar la flota de helicópteros. En 2007, el MH-60R fue sometido a las pruebas finales para ser incorporado a la flota. El primer escuadrón en recibir una flota operacional del modelo R (o Romeo) fue el HSM-71 en el año 2008. El Fleet Replacement Squadron (FRS), HSM-41, recibió el helicóptero Romeo en diciembre de 2005 y comenzó a entrenar al primer grupo de pilotos. Este modelo está destinado a reemplazar a los Foxtrot y Bravo, y busca ser un verdadero helicóptero multimisión. Sus sensores incluyen el equipo de vuelo de supervivencia (ASE, Air Survivability Equipment), MTS-FLIR, un avanzado enlace de datos aerotransportado, y el sonar activo aerotransportado más avanzado. No puede transportar equipos MAD. Todos los escuadrones Helicopter Anti-Submarine Light (HSL) que recibieron el Romeo fueron redesignados Helicopter Maritime Strike (HSM).

### VH-60 Whitehawk
Entre noviembre de 1988 y noviembre de 1989, el Cuerpo de Marines recibió 9 VH-60. Este modelo realizó la misión de transporte de personalidades asignada a la escuadrilla HMX-1. El VH-60 es un derivado del UH-60A, no del SH-60B. Los VH-60 fueron pintados en verde con la parte superior de blanco. Los VH-60 incluían cajas de cambios de gran durabilidad, radar atmosférico, sistema de control de vuelo parecido al del SH-60B, cabina insonorizada, un puesto de operador de radio, refuerzo contra emisiones de pulso electromagnético y amplias actualizaciones de aviónica.

### Componentes
Referencias: airforce-technology.com, Brassey's World Aircraft & Systems Directory, sikorsky.com, lockheedmartin.com, publicintelligence.net

#### Electrónica

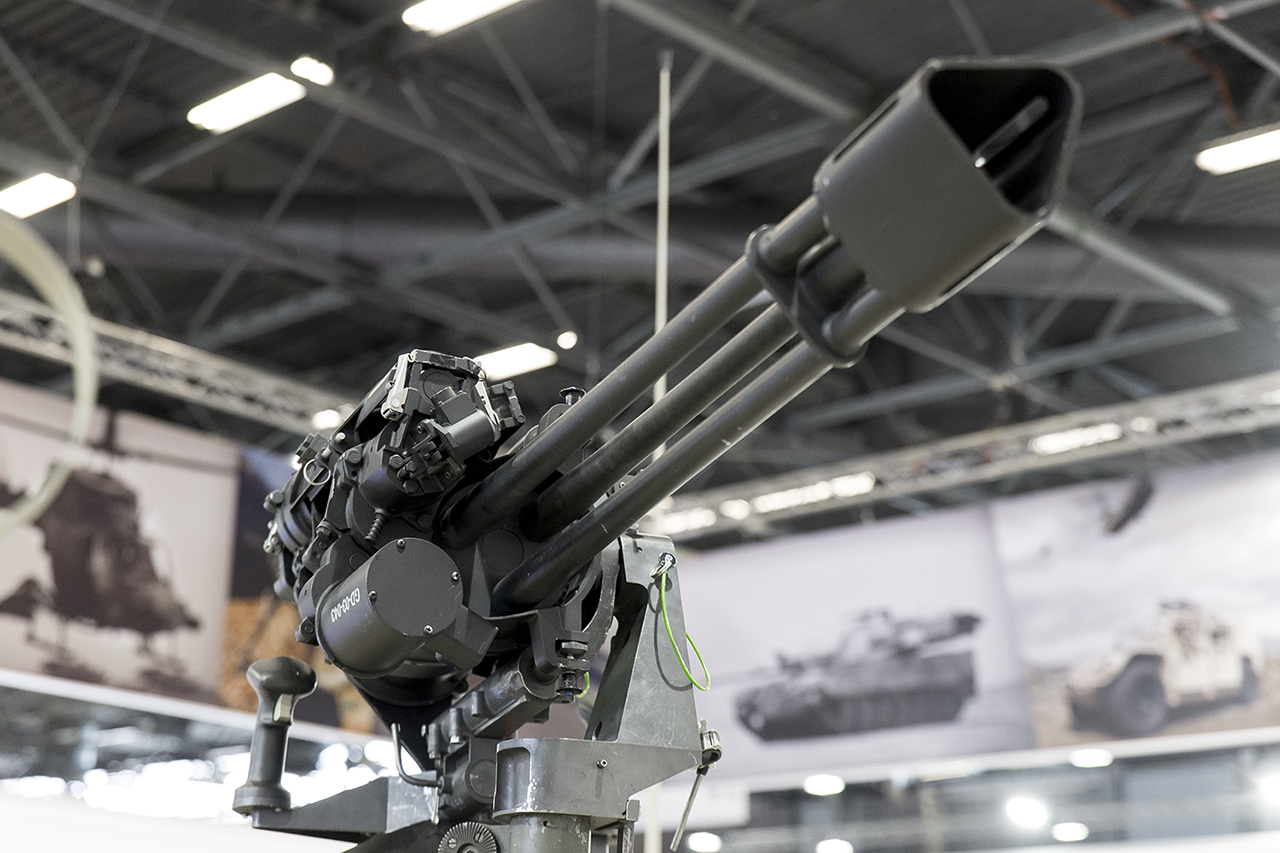
GAU-19.

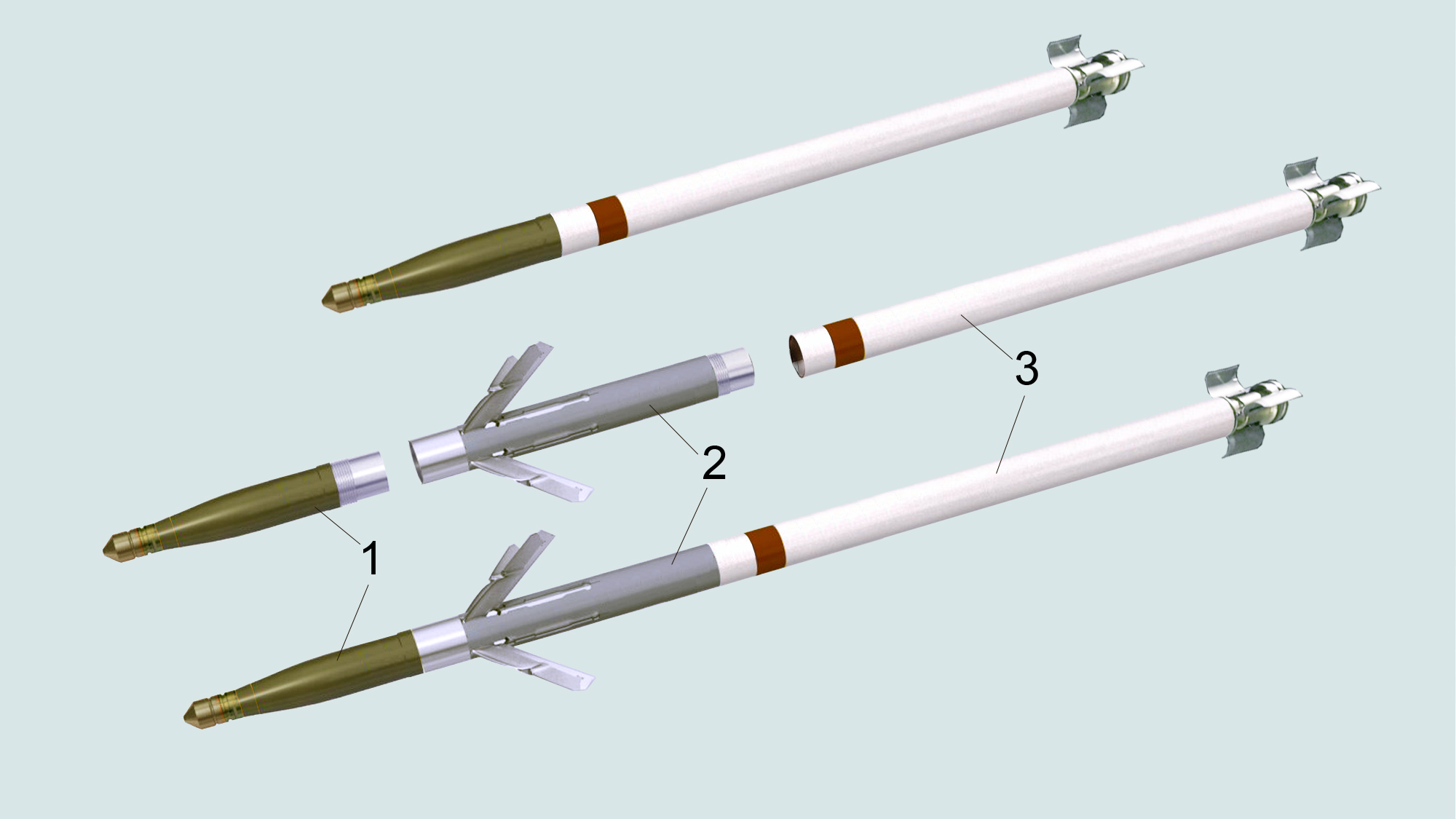
Hydra 70 + WGU-59/B = APKWS.

| Sistema      | País | Fabricante | Notas         |
| ------------ | ---- | ---------- | ------------- |
| Red de datos |      |            | MIL-STD-1553B |

#### Armamento
| Sistema                                            | País           | Fabricante                           | Notas                          |
| -------------------------------------------------- | -------------- | ------------------------------------ | ------------------------------ |
| Ametralladora (opción)                             | Estados Unidos | General Dynamics                     | 2 × M60 de 7,62 mm             |
| Ametralladora (opción)                             | Bélgica        | FN Herstal                           | 2 × FN MAG de 7,62 mm          |
| Ametralladora (opción)                             | Estados Unidos | Dillon Aero                          | 2 × M134D rotativo de 7,62 mm  |
| Ametralladora (opción)                             | Estados Unidos | General Electric General Dynamics    | 2 × GAU-19 rotativo de 12,7 mm |
| Kit de guiado láser WGU-59/B para cohetes Hydra 70 | Estados Unidos | BAE Systems                          |                                |
| Misil aire-superficie AGM-114 Hellfire             | Estados Unidos | Lockheed Martin                      |                                |
| Misil aire-superficie AGM-119 Penguin              | Noruega        | Kongsberg Gruppen                    |                                |
| Torpedo Mark 46                                    | Estados Unidos | Alliant Techsystems                  |                                |
| Torpedo Mark 50                                    | Estados Unidos | Honeywell                            |                                |
| Torpedo Mark 54 MAKO                               | Estados Unidos | Raytheon                             |                                |
| Sistema de desminado AN/AWS-1 RAMICS               | Estados Unidos | Alliant Techsystems Northrop Grumman |                                |

#### Propulsión
| Sistema | País           | Fabricante       | Notas            |
| ------- | -------------- | ---------------- | ---------------- |
| Motor   | Estados Unidos | General Electric | 2 × T700-GE-401C |

## Variantes

### Versiones estadounidenses
YSH-60B Seahawk
Versión de desarrollo, pasó a ser el SH-60B, cinco construidos.
SH-60B Seahawk
Helicóptero de guerra antisubmarina, equipado con un radar de búsqueda APS-124 y sistema EMS ALQ-142 bajo el morro, también equipado con un lanzador de 25 sonoboyas en el lado izquierdo y tren de aterrizaje modificado; 181 construidos para la Armada.
NSH-60B Seahawk
Versión configurada permanentemente para pruebas de vuelo.
SH-60F Oceanhawk
Helicóptero de guerra antisubmarina embarcado en portaaviones, equipado con sonar sumergible AQS-13F; 76 construidos para la Armada estadounidense.
NSH-60F Seahawk
SH-60F modificado para soportar el programa de actualización de cabina VH-60N Cockpit Upgrade Program.
HH-60H Rescue Hawk
Helicóptero de búsqueda y rescate para la Armada estadounidense; 42 construidos.
XSH-60J
Dos aeronaves patrón de construcción estadounidense, para Japón.
SH-60J
Helicóptero de guerra antisubmarina para la Fuerza Marítima de Autodefensa de Japón.
YSH-60R Seahawk
MH-60R Seahawk
YCH-60S "Knighthawk"
MH-60S "Knighthawk"
HH-60J/MH-60T Jayhawk
Versión de la Guardia Costera estadounidense. El HH-60J fue desarrollado con el HH-60H; el MH-60T es una mejora del HH-60J.

### Versiones de exportación

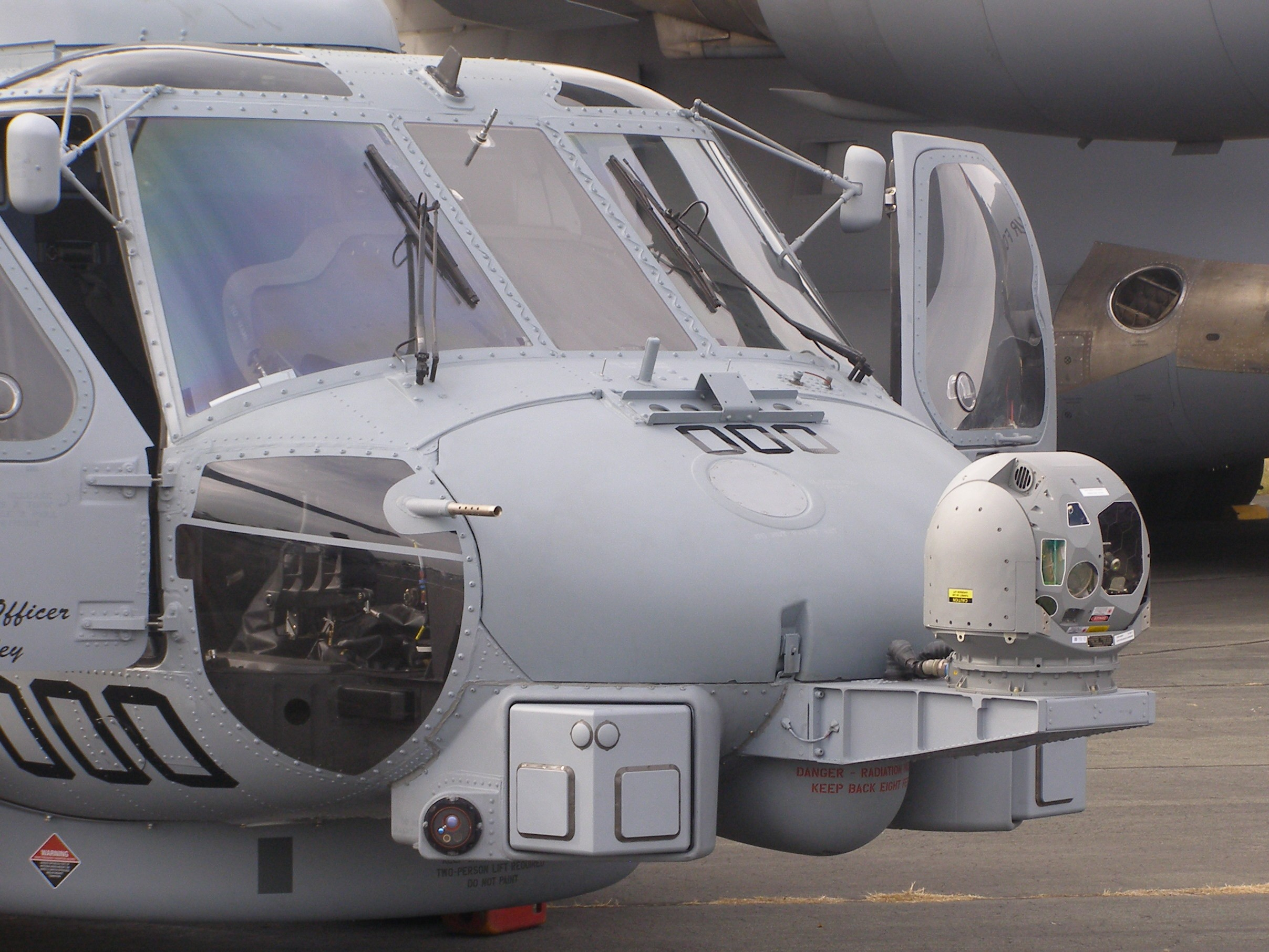
Vista frontal de un MH-60R, 2010.

S-70B Seahawk
Designación del fabricante Sikorsky para el Seahawk. Esta designación es la que se suele usar para las exportaciones.
S-70B-1 Seahawk
Versión antisubmarina para la Armada Española, configurada con el sistema LAMPS (Light Airbone Multipurpose System).
S-70B-2 Seahawk
Versión antisubmarina para la Royal Australian Navy, similar a los SH-60B Seahawk operados por la Armada estadounidense.
S-70B-3 Seahawk
Versión antisubmarina para la Fuerza Marítima de Autodefensa de Japón fabricada en Japón por Mitsubishi bajo licencia, y también conocida como SH-60J.
S-70B-6 Aegean Hawk
La variante para las Fuerzas Armadas Griegas, que es una fusión de los modelos SH-60B y F, está basado en el S-70C(M)1/2 de Taiwán.
S-70B-7 Seahawk
Versión de exportación para la Marina Real Tailandesa.
S-70C
Designación de las variantes civiles del H-60.
S-70C(M)-1/2 Thunderhawk
Versión de exportación para la Armada de la República de China (Taiwán).
S-70A (N) Naval Hawk
Variante naval que combina los diseños del S-70A Black Hawk y el S-70B Seahawk.
S-70L
Designación original de Sikorsky para el SH-60B Seahawk.

## Operadores
Australia

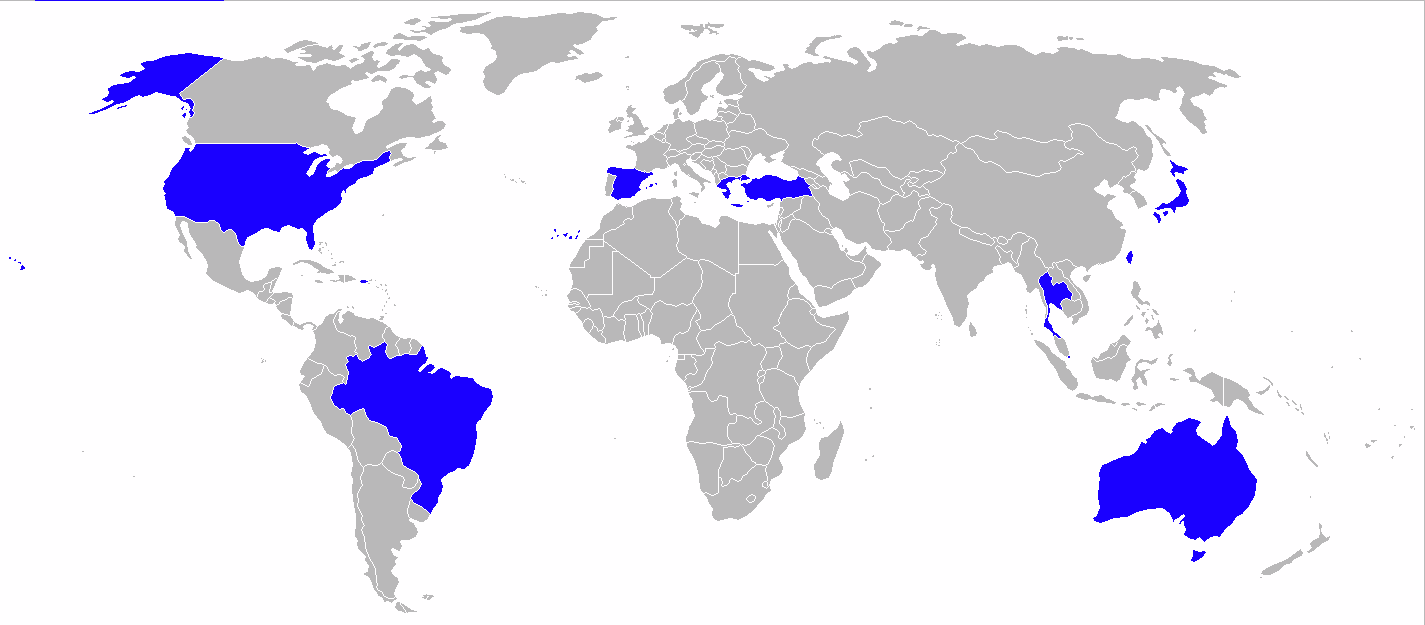
Operadores del SH-60 Seahawk.

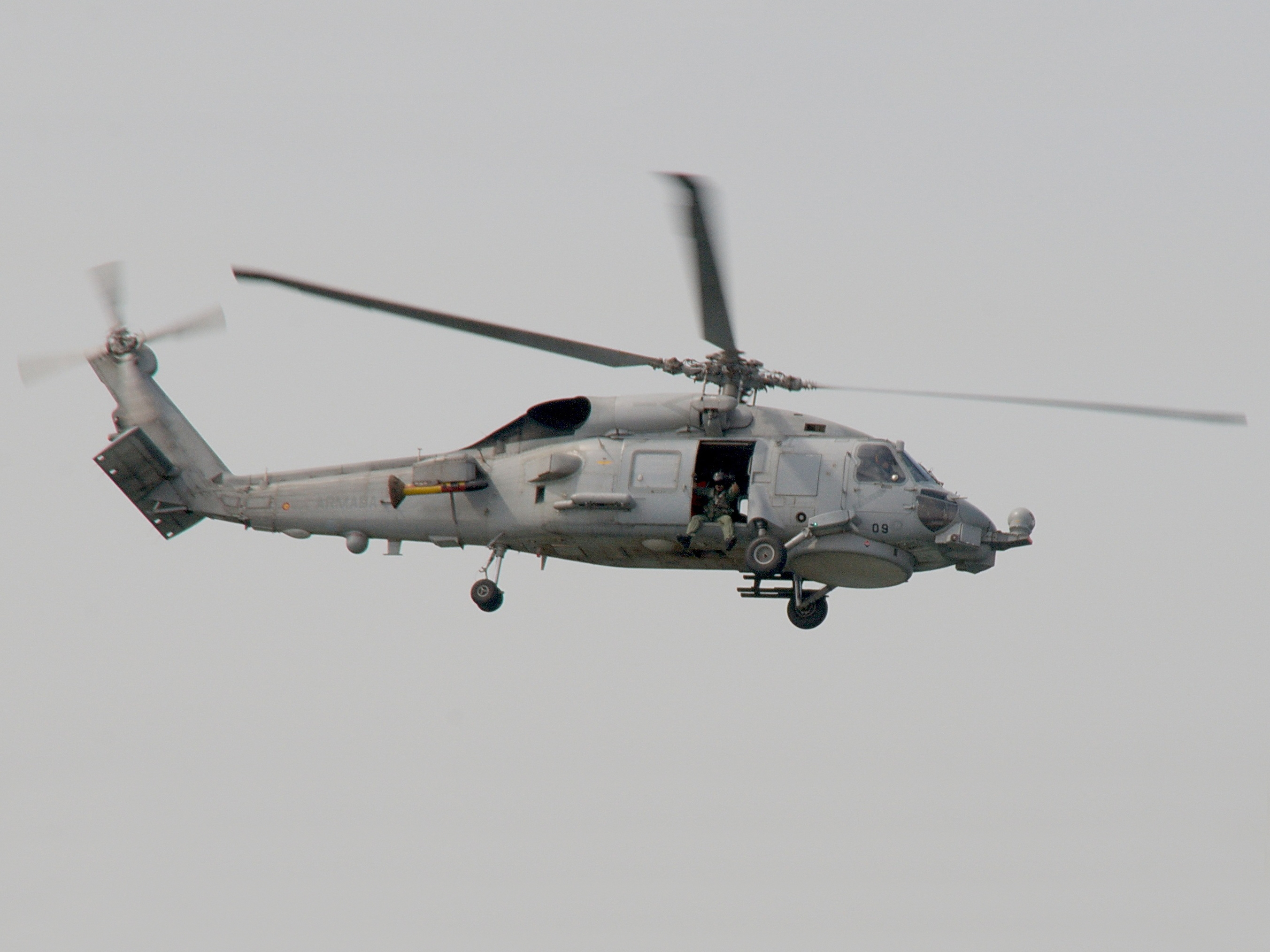
SH-60B Mk.III 01-1009 de la Armada Española.

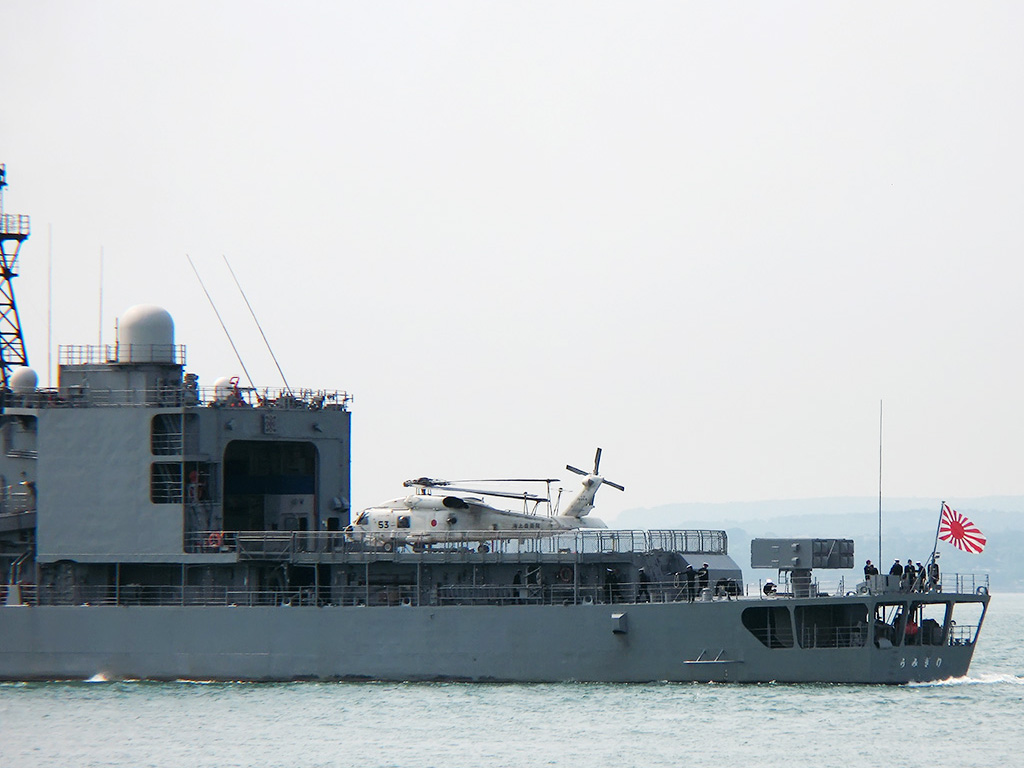
Un S-70 en el hangar de cubierta del destructor Clase Asagiri JDS Umigiri (DD-158) japonés.

- Marina Real Australiana: 16 S-70B-2.

 Brasil
- Aviación Naval Brasileña: 4 S-70B Seahawk (entregados en 2009). Adquiridos por 163 millones de dólares.[16]

 España
- Armada Española: 20 en total, 6 Sikorsky SH-60B Seahawk Bloque 0, 6 Sikorsky SH-60B Seahawk Bloque 1 y 8 SH-60F ex Armada estadounidense encargados para reemplazar a los SH-3 como helicópteros de transporte.[17] En septiembre de 2010, España solicitó a Estados Unidos la posible adquisición y renovación de 6 SH-60F Seahawk procedentes de excedentes de la Armada de Estados Unidos por 155 millones de dólares, siendo los dos primeros recibidos en 2017 y 2018. En 2019 se recibió la segunda pareja y en 2021 se espera la tercera,[18] que se dedicarían a transporte táctico de tropas para sustituir a los 10 Sea King que siguen en activo, como sustituto temporal del NH-90. En 2022, la Agencia de Cooperación en Seguridad y Defensa (DSCA) de Estados Unidos autorizó la venta de ocho helicópteros MH-60R a España, para sustituir a los helicópteros SH-60B de la Décima Escuadrilla de Aeronaves.[19][20] En 2023 el Consejo de Ministros consignó 820 millones para su adquisición, incluyendo motores, misiles y cohetes.[21]

 Estados Unidos
- Armada de los Estados Unidos: SH-60B, SH-60F, HH-60H, MH-60R y MH-60S.

 Grecia
- Marina Griega: 3 S-70B y 8 S-70B-6 Aegean Hawk.

 Japón
- Fuerza Marítima de Autodefensa de Japón: SH-60J y SH-60K.

 República de China
- Armada de la República de China: 19 S-70C(M)-1.

 Singapur
- Armada de la República de Singapur: encargados 6 S-70B Seahawk en 2005,[22] 3 en servicio en marzo de 2010.[23]

 Tailandia
- Marina Real Tailandesa: 6 S-70B-7 y 6 MH-60S.[24]

 Turquía
- Marina Turca: 24 S-70B-28 Seahawk (1 helicóptero del primer lote de 8 se perdió, 17 más van a ser encargados).[25]

## Especificaciones (SH-60B)
Referencia datos: Navy fact file, y Sikorsky.com.

### Características generales
- Tripulación: 3 o 4
- Capacidad: 5 pasajeros
- Carga: 2720 kg en eslinga o 1860 kg en cabina
- Longitud: 19,8 m (64,8 ft)
- Diámetro rotor principal: 16,4 m (53,6 ft)
- Altura: 5,2 m (17,1 ft)
- Área circular: 210 m² (2260,5 ft²)
- Peso vacío: 6895 kg (15 196,6 lb)
- Peso cargado: 8055 kg (en misión antisubmarina)
- Peso útil: 3031 kg (6680,3 lb)
- Peso máximo al despegue: 9927 kg (21 879,1 lb)
- Planta motriz: 2× turboeje General Electric T700-GE-401C.
  - Potencia: 1410 kW (1944 HP; 1917 CV) al despegue cada uno.
- Hélices: rotor principal plegable y rotor de cola convencional, principal de 4 palas y el de cola de 4 palas

### Rendimiento
- Velocidad nunca excedida (Vne): 333 km/h (207 MPH; 180 kt)
- Velocidad máxima operativa (Vno): 270 km/h (168 MPH; 146 kt)
- Alcance: 834 km (450 nmi; 518 mi) a velocidad de crucero
- Techo de vuelo: 3658 m (12 000 ft)
- Régimen de ascenso: 8,4 m/s (1650 ft/min)

### Armamento
- Ametralladoras: 

  - M60 o M240 o GAU-16/A (Browning .50) o GAU-17/A (Minigun)

- Cañones: 

  - Mk 44 Bushmaster II de calibre 30 mm como sistema aéreo de eliminación de minas (RAMICS)
- Misiles: 

  - AGM-114 Hellfire, 4 como máximo en los modelos SH-60B y HH-60H y 8 en el modelo MH-60S Block III
  - AGM-119 Penguin
- Otros: 

  - Hasta 3 torpedos Mark 46 o Mark 50

## Aeronaves relacionadas

### Desarrollos relacionados
- CH-148 Cyclone
- HH-60 Pave Hawk
- HH-60 Jayhawk
- Piasecki X-49
- Sikorsky S-70
- UH-60 Black Hawk

### Aeronaves similares
- Harbin Z-9
- Harbin Z-20
- Boeing-Vertol YUH-61

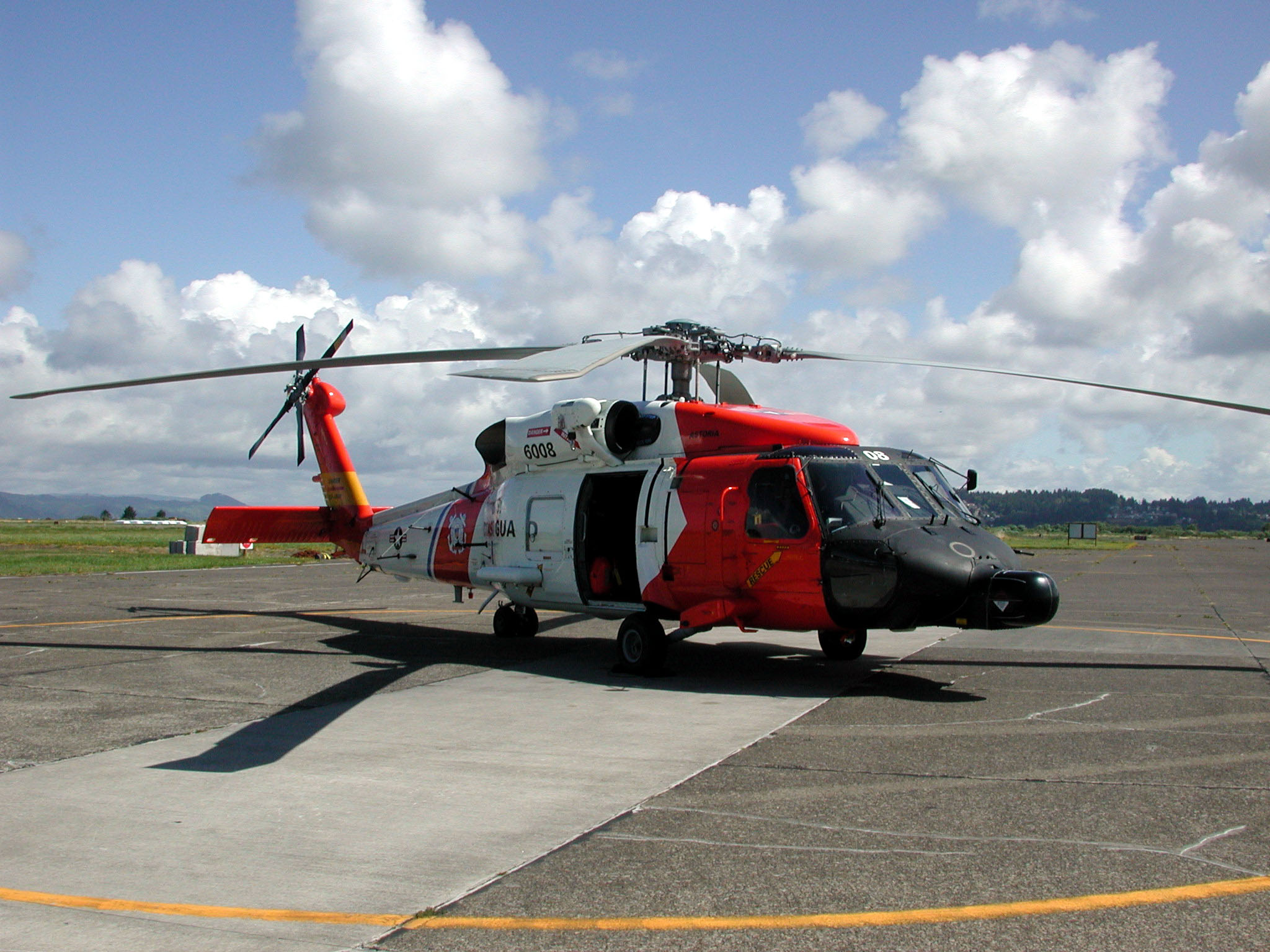
El HH-60 Jayhawk es un helicóptero SAR basado en el SH-60 Seahawk.

- Kaman SH-2G Super Seasprite
- AgustaWestland AW159
- Westland Lynx
- Eurocopter AS565 Panther
- NHI NH90
- Ka-27

### Secuencias de designación
- Secuencia S-_ (interna de Sikorsky): ← S-67 - S-68 - S-69 - S-70 - S-71 - S-72 - S-73 →
- Secuencia _H-_ (Helicópteros estadounidenses, 1962-presente): ← TH-57 - OH-58 - XH-59 - UH-60/SH-60/HH-60/MH-60 - YUH-61 - XCH-62 - YAH-63 →
- Secuencia H._ (Helicópteros del Ejército del Aire español, 1978-presente): ← HE.20 - HU/HD/HT.21 - HU.22 - HS.23 - HE.24 - HE.25 - HE/HU.26 →